# Министерство сельского хозяйства Франции
Министерство сельского хозяйства и продовольствия Франции (фр. Ministère de l'Agriculture et de l'Alimentation) — орган Правительства Франции, который отвечает за регулирование политики сельского хозяйства, рыболовства, лесного хозяйства и продовольствия. Юридический адрес Министерства — гостиница «Де Вильруа», в доме 78 по улице Рю де Варенн в 7-м округе Парижа, напротив гостиницы «Матиньон». До 21 июня 2012 года полным названием министерства было Министерство сельского хозяйства, продовольствия, рыболовства, сельских районов и территориального планирования (фр. Ministère de l'Agriculture, de l'Alimentation, de la Pêche, de la Ruralité et de l'Aménagement du territoire). В ведомство министерства входят вопросы продовольствия, сельского и лесного хозяйства, а также водных ресурсов, в том числе связанные с образованием и трудоустройством в сфере сельского хозяйства.
Действующим министром с 21 сентября 2024 года является Анни Женевар.